# ド・グアの定理

頂点Oで面が直交する三角錐

ド・グアの定理（ド・グアのていり、英: De Gua's theorem）はピタゴラスの定理の3次元版ともいえる定理であり、ジャン・ポール・ド・グア・ド・マルヴにちなんで命名された。日本では、四平方の定理と呼ばれることが多い。
三角錐に、3面が直交しあう頂点がある（立方体の頂点と同様）ならば、その頂点と向かい合う面の面積の平方は、残りの3つの各面の面積の平方の和に等しい。
{\displaystyle A_{ABC}^{2}=A_{\color {blue}ABO}^{2}+A_{\color {green}ACO}^{2}+A_{\color {red}BCO}^{2}}

## 一般化
ピタゴラスの定理とド・グアの定理はいずれも直交する頂点を持つ n-単体に関する定理の特別な場合（n = 2, 3）である。さらにこれ自体、Donald R. Conant と William A. Beyer による以下に述べる定理の特別な場合である。
U を、{\displaystyle \mathbb {R} ^{n}} の k-次元アフィン部分空間（よって {\displaystyle k\leq n} ）に含まれるようなボレル集合とする。ちょうど k 個の要素からなる任意の部分集合 {\displaystyle I=\{i_{1},\ldots ,i_{k}\}\subseteq \{1,\ldots ,n\}} に対し、U の {\displaystyle e_{i_{1}},\ldots ,e_{i_{k}}} による線型包への直交射影を {\displaystyle U_{I}} と書くことにする（ここで {\displaystyle e_{1},\ldots ,e_{n}} は {\displaystyle \mathbb {R} ^{n}} の標準基底）。このとき
{\displaystyle {\mbox{vol}}_{k}^{2}(U)=\sum _{I}{\mbox{vol}}_{k}^{2}(U_{I})}
ここで {\displaystyle {\mbox{vol}}_{k}(U)} は U のk-次元体積で、和は要素数がちょうど k 個となる全ての部分集合 {\displaystyle I\subseteq \{1,\ldots ,n\}} の上にわたってとるものとする。
ド・グアの定理および上記の n-単体への一般化は、k = n−1 かつ、U が {\displaystyle \mathbb {R} ^{n}} 内の (n−1)-単体で各頂点が直交座標系の座標軸上にあるような特別な場合である。例えば、n = 3, k = 2 とし、U が {\displaystyle x_{1}},{\displaystyle x_{2}},{\displaystyle x_{3}}-軸上にそれぞれ頂点 A, B, C がある {\displaystyle \triangle ABC\subseteq \mathbb {R} ^{3}} であるときを考える。要素数がちょうど2の {\displaystyle \{1,2,3\}} の部分集合 {\displaystyle I} は {\displaystyle \{2,3\}}, {\displaystyle \{1,3\}}, {\displaystyle \{1,2\}}  である。定義より {\displaystyle U_{\{2,3\}}} は {\displaystyle U=\triangle ABC} の {\displaystyle x_{2}x_{3}}-平面への直交射影だから、O（原点）, B, C を頂点とする {\displaystyle \triangle OBC} である。同様に {\displaystyle U_{\{1,3\}}=\triangle AOC}, {\displaystyle U_{\{1,2\}}=\triangle ABO} なので、Conant–Beyerの定理は
{\displaystyle {\mbox{vol}}_{2}^{2}(\triangle ABC)={\mbox{vol}}_{2}^{2}(\triangle OBC)+{\mbox{vol}}_{2}^{2}(\triangle AOC)+{\mbox{vol}}_{2}^{2}(\triangle ABO)}
となってド・グアの定理が得られる。

## 歴史
ド・グア (1713–85) は本定理を1783年に公表したが、ほぼ同時期に、別のフランス人数学者シャルル・ド・タンソー・ダモンダン（Charles de Tinseau d'Amondans ）(1746–1818) もわずかに一般性の高いバージョンのものを公表していた。だが、それよりずっと早くにヨハン・ファウルハーバー (1580–1635) およびルネ・デカルト (1596–1650)もこの定理のことを知っていた。

## さらに詳しく
- Kheyfits, Alexander (2004). “The Theorem of Cosines for Pyramids”. The College Mathematics Journal (Mathematical Association of America) 35 (5):  385–388. JSTOR 4146849. ド・グアの定理の証明および、任意の三角錐や角錐への一般化。